# Trinidad a Tobago na letních olympijských hrách
Trinidad a Tobago na letních olympijských hrách startuje od roku 1948. Toto je přehled účastí, medailového zisku a vlajkonošů na dané sportovní události.

## Účast na Letních olympijských hrách
| Dějiště LOH                              | LOH      | Vlajkonoš                      | Zlatá medaile | Stříbrná medaile | Bronzová medaile | Celkem |
| ---------------------------------------- | -------- | ------------------------------ | ------------- | ---------------- | ---------------- | ------ |
| 1948 Londýn                              | LOH 1948 | Wilfred Tull                   |               | 1                |                  | 1      |
| 1952 Helsinky                            | LOH 1952 | Rodney Wilkes                  |               |                  | 2                | 2      |
| 1956 Melbourne                           | LOH 1956 | Mike Agostini                  |               |                  |                  | 0      |
| 1960 Řím                                 | 1960     |                                |               |                  |                  | Ne     |
| 1964 Tokio                               | LOH 1964 | Wendell Mottley                |               | 1                | 2                | 3      |
| 1968 Ciudad de México                    | LOH 1968 | Roger Gibbon                   |               |                  |                  | 0      |
| 1972 Mnichov                             | LOH 1972 | Hasely Crawford                |               |                  |                  | 0      |
| 1976 Montréal                            | LOH 1976 | Hasely Crawford                | 1             |                  |                  | 1      |
| 1980 Moskva                              | LOH 1980 | Hasely Crawford                |               |                  |                  | 0      |
| 1984 Los Angeles                         | LOH 1984 | Hasely Crawford                |               |                  |                  | 0      |
| 1988 Soul                                | LOH 1988 | Ian Morris                     |               |                  |                  | 0      |
| 1992 Barcelona                           | LOH 1992 | Alvin Daniel                   |               |                  |                  | 0      |
| 1996 Atlanta                             | LOH 1996 | Gene Samuel                    |               |                  | 2                | 2      |
| 2000 Sydney                              | LOH 2000 | Ato Boldon                     |               | 1                | 1                | 2      |
| 2004 Athény                              | LOH 2004 | Ato Boldon                     |               |                  | 1                | 1      |
| 2008 Peking                              | LOH 2008 | George Bovell                  |               | 2                |                  | 2      |
| 2012 Londýn                              | LOH 2012 | Marc Burns                     | 1             | 1                | 2                | 4      |
| 2016 Rio de Janeiro                      | LOH 2016 | Keshorn Walcott                |               |                  | 1                | 1      |
| 2020 Tokio                               | LOH 2020 | Kelly-Ann Baptiste             |               |                  |                  | 0      |
| 2024 Paříž                               | LOH 2024 | Michelle-Lee Ahye Dylan Carter |               |                  |                  | 0      |
| Celkem                                   | 19       |                                | 3             | 5                | 11               | 19     |
| Zdroj na Olympedia.org[nedostupný zdroj] |          |                                |               |                  |                  |        |